# فرودگاه شکتولیک
فرودگاه شکتولیک (به انگلیسی: Shaktoolik Airport) یک فرودگاه همگانی با کد یاتا SKK است که یک باند فرود شن دارد و طول باند آن ۱۲۲۰ متر است. این فرودگاه در کشور کانادا قرار دارد و در ارتفاع ۷ متری از سطح دریا واقع شده است.